# Maria Cordsen
Maria Cordsen (* 25. Februar 1994 in Glostrup) ist eine dänische Schauspielerin und Hörspielsprecherin.

## Leben
Cordsen wurde am 25. Februar 1994 in Glostrup auf der Insel Seeland geboren. Sie machte 2019 ihren Schauspielabschluss an der Danish National School of Performing Arts in Aarhus.
2014 gab sie ihr Schauspieldebüt in einer der Hauptrollen im Liebesfilm Threesome. Sie verkörpert die Rolle der Maria, die nach ihrer Trennung von ihrem Freund zu ihrer Freundin Siff zieht. Schon bald fängt sie mit ihr und ihrem Freund eine Dreiecksbeziehung an. Sie war, wie auch die anderen Hauptdarsteller, am Drehbuch zum Film beteiligt. Nach verschiedenen Darstellungen in dänischen Fernsehserien und Kurzfilmen war sie 2021 als Hauptdarstellerin im Film 100% Flået Kærlighed zu sehen, der unter anderen auf den internationalen Filmfestspielen von Cannes 2022 gezeigt wurde. Ab demselben Jahr stellte sie in der Serie Fredløs die Rolle der Ida dar. Seit 2022 spielt sie die Rolle der Tina in der Fernsehserie Den bedste tid.
Seit 2019 ist Cordsen als Hörspielsprecherin zu hören. Sie liest Bücher unter anderen von Sophie Kinsella und Yōko Ogawa in dänischer Sprache vor.

## Filmografie (Auswahl)
- 2014: Threesome (En, to, tresomt, auch Drehbuch)
- 2017: Opstemt (Fernsehserie)
- 2018: November (Kurzfilm)
- 2020: Hunger (Kurzfilm)
- 2021: Try Hard (Fernsehserie, Episode 1x07)
- 2021: 100% Flået Kærlighed
- 2021: Fredløs (Fernsehserie, 8 Episoden)
- 2021: Die Schwesternschule (Sygeplejeskolen, Fernsehserie, Episode 4x06)
- seit 2022: Den bedste tid (Fernsehserie)
- 2022: Carmen Curlers (Fernsehserie, Episode 1x03)

## Hörspiele
- 2019: Det knuste rige von Erin Watt
- 2019: Overrask mig! von Sophie Kinsella
- 2021: De tabte minders ø von Yōko Ogawa